# The Very Meilleur of Renaud (1975/1995)
 (octobre 2017).
Si vous disposez d'ouvrages ou d'articles de référence ou si vous connaissez des sites web de qualité traitant du thème abordé ici, merci de compléter l'article en donnant les références utiles à sa vérifiabilité et en les liant à la section « Notes et références ».
The very meilleur of Renaud (1975/1995) est une compilation de Renaud en format double CD, sortie le 4 décembre 1995.

## Liste des titres
| 1.  | Hexagone                                |  |
| 2.  | Société tu m'auras pas                  |  |
| 3.  | Laisse béton                            |  |
| 4.  | La Chanson du loubard                   |  |
| 5.  | Ma gonzesse                             |  |
| 6.  | Chanson pour Pierrot                    |  |
| 7.  | Marche à l'ombre                        |  |
| 8.  | Les Aventures de Gérard Lambert         |  |
| 9.  | Dans mon HLM                            |  |
| 10. | Viens chez moi j'habite chez une copine |  |
| 11. | Banlieue rouge                          |  |
| 12. | Manu                                    |  |
| 13. | Le Père Noël noir                       |  |
| 14. | Mon beauf'                              |  |
| 15. | Dès que le vent soufflera               |  |

| 1.  | Morgane de toi             |  |
| 2.  | Deuxième Génération        |  |
| 3.  | En cloque                  |  |
| 4.  | Miss Maggie                |  |
| 5.  | La Pêche à la ligne        |  |
| 6.  | Mistral gagnant            |  |
| 7.  | Morts les enfants          |  |
| 8.  | Fatigué                    |  |
| 9.  | Triviale Poursuite         |  |
| 10. | Me jette pas               |  |
| 11. | Putain de camion           |  |
| 12. | Marchand de cailloux       |  |
| 13. | P'tit Voleur               |  |
| 14. | La Ballade nord-irlandaise |  |
| 15. | Tout in haut de ch'terril  |  |

## Certification
| Pays          | Certification | Équivalence/Ventes |
| ------------- | ------------- | ------------------ |
| France (SNEP) | 2x Or         | 200,000            |